# Сонет 121
Сонет 121 (англ. Sonnet 121) — один из 154 сонетов, написанных Уильямом Шекспиром и впервые опубликованных в 1609 году. Дата написания неизвестна, существуют разные гипотезы на этот счёт. Результаты компьютерного анализа говорят о том, что сонеты со 104-го по 126-й могли быть созданы приблизительно в 1600 году, но не все исследователи с этим согласны. Возможно, Шекспир редактировал все сонеты до момента их публикации.
Предположительно первое издание не было авторизованным. Тем не менее начиная с 1711 года сонеты публикуются в той же последовательности, и учёные на основе изначальной нумерации раскрывают историю любовного треугольника, которая служит подтекстом для всего цикла.
121-й сонет относится к числу стихотворений, посвящённых другу: в них Шекспир обращается к не названному по имени молодому мужчине. Личность последнего остаётся загадкой, но в большинстве гипотез фигурируют Генри Ризли, 3-й граф Саутгемптон, и Уильям Герберт, 3-й граф Пембрук. В 121-м сонете Шекспир в очередной раз говорит об обвинениях в порочности, звучащих в его адрес. Есть мнение, что в тексте содержится отсылка к монологу Гамлета «Быть или не быть».
Как почти все сонеты Шекспира (кроме 145-го), 121-й сонет написан пятистопным ямбом.